# Сејтан
Сејтан или сеитан је јело од пуног пшеничног зрна, богато беланчевинама. Ради се о пшеничном глутену који у прехрани готово у целости може надоместити потребу за месом. Јела са сејтаном припремају се на исти начин као и јела с месом. Потиче из кинеске кухиње, а у западним земљама користи се најчешће у макробиотичкој и вегетаријанској прехрани.

## Припрема
У продавницама се може купити свежи или димљени сејтан. Свежи сејтан је већ деломично куван и слан, претходно мариниран у сојином умаку, схоyу или тамари. Сејтан се може припремити и код куће од пшеничног брашна Т-850 или Т-1100. Замиеси се не претврдо тесто с млаком водом, потом остави да мирује неко време у млакој води и након тога започиње процес испирања скроба.
Тесто се наизменце испира млаком и хладном водом, те након сваког испирања оцеди, а испире се док вода не постане бистра. Поступним испирањем добија се гумаста смеса, тј. глутен. Добивени глутен се завезан у газу, кува у сланој води око један сат. Уместо соли води се може додати сојин умак. Добијени свежи сејтан се даље користи уместо меса, мариниран у сојином умаку и по жељи са осталим зачинима.
Осим одрезака, припрема се и попут ћевапа, пљескавица, служи као нађев за сарме, паприке, додатак поврћу, пиции и разним другим јелима.